# Котайк (футбольный клуб)
Футбольный клуб «Кота́йк» (арм. Ֆուտբոլային Ակումբ „Կոտայք“ Աբովյան) — армянский футбольный клуб основан в 1955 году в городе Абовян.

## Прежние названия
- 1955—1961: «Котайк» Элар
- 1961—2005: «Котайк» Абовян
- 2005—2006: «Эстеглал-Котайк» Абовян
- 2006 — «Котайк» Абовян

## История
Клуб являлся одним из старейших в стране. В 1978—1984 годах играл во Второй союзной лиге, в 1985—1991 годах — в Первой союзной лиге. Первое участие в независимом чемпионате Армении состоялось в 1992 году, когда была образована Федерация футбола Армении, а вместе с ней и Высшая лига чемпионата Армении по футболу.
В 1995 году объединился с другим клубом региона «Бананцем», место которого в весеннем чемпионате 1995 года заняла вторая команда «Котайка» «Котайк-2». После того чемпионата «Котайк-2» перебазировался в Ереван и выделился в самостоятельный клуб «Ереван». После сезона 1997 года, на протяжении двух лет команда не принимала участие в соревнованиях. В сезоне 2000 года сыграла в первой лиге и, заняв 4-е место, вышла в премьер-лигу.
В 2003 году в турнире Первой армянской лиги участвовала команда «Котайк-2003». В 2005 году — «Эстеглал-Котайк-2» (главная команда тогда называлась «Эстеглал-Котайк»).
В 2006 году футболисты команды долгое время не получали зарплату и в знак протеста отказались от тренировок. Спустя 2 дня некоторые долги были погашены. Однако клуб был лишён возможности принять участие в розыгрыше Кубка страны-2006, поскольку им не был внесён взнос.
В итоге из-за финансового кризиса в 2006 году команда была вынуждена сняться с чемпионата. И даже после вмешательства президента клуба Артёма Скуртовшвили он был расформирован.
В июне 2016 года была создана новая команда «Котайк» (Котайкский район) (главный тренер — Тигран Есаян) и под брендом «Котайка» (спортивный директор — Самвел Петросян) заявлена в турнир Первой лиги 2016/17. Но после семи туров снялась с первенства и результаты матчей с её участием были аннулированы. Также 22 сентября 2016 года провела первый матч первого раунда (1/4 финала) Кубка Армении 2016/17 против «Ширака» (0:0), ответный матч 19 октября не состоялся, «Шираку» была присуждена техническая победа.

## Выступления в еврокубках
«Котайк» принимал участие в Кубке обладателей Кубков УЕФА-1996/97 и Кубке Интертото-2003.
| Сезон   | Турнир                        | Раунд          | Соперник      | 1 матч | 2 матч |
| ------- | ----------------------------- | -------------- | ------------- | ------ | ------ |
| 1996/97 | Кубок обладателей кубков УЕФА | предвар. раунд | «АЕК» Ларнака | 1 — 0  | 0 — 5  |
| 2003    | Кубок Интертото               | 1-й раунд      | 1. ФК «Брно»  | 0 — 1  | 3 — 2  |

- Домашние игры выделены жирным шрифтом

| Турнир                        | Игры | Победы | Ничьи | Поражения | Голов забито | Голов пропущено |
| ----------------------------- | ---- | ------ | ----- | --------- | ------------ | --------------- |
| Кубок обладателей кубков УЕФА | 2    | 1      | 0     | 1         | 1            | 5               |
| Кубок Интертото               | 2    | 1      | 0     | 1         | 3            | 3               |
| Итого                         | 4    | 2      | 0     | 2         | 4            | 8               |

## Достижения
- СССР

Чемпион Второй лиги СССР (1)1984
Чемпион Армянской ССР (4)1967, 1973, 1975, 1976
Обладатель Кубка Армянской ССР (3)1975, 1976, 1977
Обладатель Кубка первой лиги СССР1991
- Армения

Финалист Кубка Армении (2)1995, 1995/96

## Главные тренеры клуба
- Аркадий Андриасян (1979—1981)
- Феликс Веранян (1984-1985)
- Аркадий Андриасян (1986)
- Феликс Веранян (1987)
- Сурен Барсегян (1988)[5]
- Назар Петросян (1989—1990)
- Аркадий Андриасян (1991)
- Самвел Петросян (1991)
- Назар Петросян (1992)
- Оганес Абрамян (1992)
- Назар Петросян (1993—1994)
- Эдуард Арутюнян (1995)
- Самвел Петросян (1995 — октябрь 1996)
- Феликс Веранян (октябрь 1996—1997)
- Самвел Петросян (1997)
- Эдуард Арутюнян (2001—2002)
- Рафаел Галустян (2002 — август 2003)
- Андраник Григорян (август 2003 — июнь 2004)
- Акоп Мкрян (июнь — август 2004)
- Геворг Камалян (август — октябрь 2004)
- Мартирос Хачатрян (октябрь 2004—2005)
- Арсен Чилингарян (2005)
- Мартирос Хачатрян (2005—2006)

## Президенты клуба
| Президент       | Период    |
| --------------- | --------- |
| Саркис Исраелян | 1995—1998 |
| Сергей Погосян  | 2001—2003 |
| Карлен Торосян  | 2003—2004 |
| Гагик Царукян   | 2004—2006 |